# Jesús Jiménez Zamora
Jesús María Ciriaco Jiménez Zamora (Cartago, 18 de junio de 1823 - 12 de febrero de 1897) fue un médico y político costarricense, 4.° y 6.° presidente de la República de Costa Rica en dos periodos no consecutivos (1863-1866 y 1868-1870).

## Vida familiar
Fue hijo de Ramón Jiménez y Robredo y Joaquina Zamora y Coronado, hermana del destacado jurista José María Zamora y Coronado.
Se casó en Cartago el 25 de enero de 1850 con Esmeralda Oreamuno Gutiérrez, hija de Francisco María Oreamuno Bonilla, jefe de Estado de 1844 a 1846. Hijos de este matrimonio fueron:
1. María Julia, murió soltera.
2. Manuel (1854-1916), Canciller de Costa Rica en 1889.
3. María Adela, casada con Demetrio Tinoco Iglesias.
4. Ricardo, Presidente y Canciller de Costa Rica.
5. Celina, casada con José Joaquín Rojas Román.
6. Alberto, casado con María Tinoco Mendizábal.
7. Alfredo, casado con Pilar Zavaleta Brenes.

## Primeros cargos públicos
Fue Diputado por Cartago de 1852 a 1855, Gobernador de Cartago en 1856 y de nuevo Diputado por Cartago de 1858 a 1859.
En 1859, al ascender a la presidencia de José Montealegre Fernández después del golpe de Estado contra el prócer Juan Rafael Mora Porras, fue miembro de la Asamblea Constituyente de 1859 y Ministro de Relaciones Exteriores e Instrucción Pública. Renunció a este cargo en 1860. Fue además Primer Designado a la Presidencia de 1860 a 1861 y miembro de la Cámara de Representantes de 1862 a 1863.

## Primera administración (1863-1866)
En las elecciones de abril de 1863 fue elegido presidente para el período 1863-1866. A poco de iniciada su administración se enfrentó con el Congreso, que fue disuelto mediante un decreto presidencial. Sin embargo, poco después fue elegido un nuevo Congreso y se restableció la tranquilidad.
Defendió el derecho de asilo en la persona del expresidente de El Salvador Gerardo Barrios Espinoza.
En 1865 se suscribió en Bogotá el tratado Castro-Valenzuela, para definir los límites con Colombia.

## Segunda administración (1868-1869)
En mayo de 1868 Jesús Jiménez Zamora fue elegido Primer Designado a la Presidencia. El golpe militar del 1° de noviembre de ese año, que derrocó al Presidente José Castro Madriz, lo llevó de nuevo al poder. Durante esta administración se puso fin a la hegemonía de los comandantes de los cuarteles de San José y se reunió una asamblea constituyente que emitió la Constitución de 1869, en la cual la educación primaria fue declarada gratuita, obligatoria y costeada por el Estado.

## Tercera administración (1869-1870)
En las elecciones de abril de 1869 fue elegido presidente para el período 1869-1872. Su administración no logró consolidarse y desde fecha temprana recurrió a la represión, la censura de la prensa y el exilio de algunos opositores.
En esta administración se creó el Colegio San Luis Gonzaga en Cartago y se dio gran impulso a las obras de la carretera entre el valle central y el mar Caribe.
Principales Logros:
Se fundó el Banco Anglo Costarricense.
Se realizó el censo de población.
Se abolió el monopolio estatal del tabaco.
Fundó el Registro Público de la Propiedad.
Creó una oficina de estadísticas.
Impulsó la creación de la Casa de Reclusión de Mujeres.
Declaró la enseñanza primaria gratuita y obligatoria en 1869.
Ordenó la apertura del colegio San Luis Gonzaga.
Creó la primera Escuela Normal para preparar maestros en San José en 1869.
Estableció la Inspección General y Provincial de Escuela.

## Caída y exilio

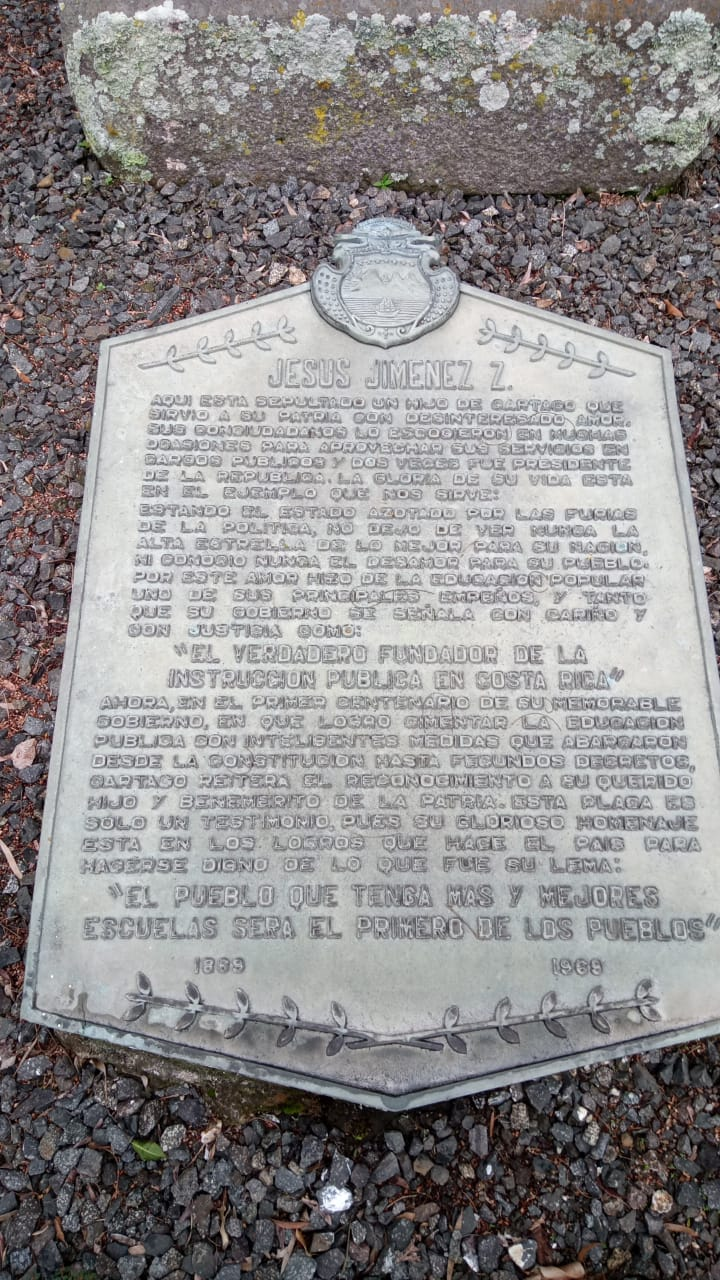
Placa en el Cementerio Central de Cartago, donde se encuentran los restos de Jesús Jiménez

El 27 de abril de 1870 un golpe militar encabezado por Tomás Guardia Gutiérrez derrocó a Jesús Jiménez Zamora y proclamó Jefe Provisorio de la República a Bruno Carranza Ramírez. El Licenciado Jiménez se retiró a Cartago, pero ante la amenaza de que sus adversarios le abriesen un juicio de residencia decidió abandonar el país y partió a Panamá. Sin embargo, algunos meses más tarde el gobierno de Tomás Guardia Gutiérrez expidió una amnistía en su favor y le permitió regresar a Costa Rica. Poco después enviudó y no volvió a intervenir en política. 
Fue declarado Benemérito de la Patria en 1886.

## Ancestros
|  |                                          |  |  |  |  |  |  |  |  |  |  |  |  |  |  |  |
|  | 16. Antonio Jiménez                      |  |  |  |  |  |  |  |  |  |  |  |  |  |  |  |
|  |                                          |  |  |  |  |  |  |  |  |  |  |  |  |  |  |  |
|  |                                          |  |  |  |  |  |  |  |  |  |  |  |  |  |  |  |
|  | 8. Francisco Jiménez                     |  |  |  |  |  |  |  |  |  |  |  |  |  |  |  |
|  |                                          |  |  |  |  |  |  |  |  |  |  |  |  |  |  |  |
|  |                                          |  |  |  |  |  |  |  |  |  |  |  |  |  |  |  |
|  | 17. Mariana Hidalgo4145                  |  |  |  |  |  |  |  |  |  |  |  |  |  |  |  |
|  |                                          |  |  |  |  |  |  |  |  |  |  |  |  |  |  |  |
|  |                                          |  |  |  |  |  |  |  |  |  |  |  |  |  |  |  |
|  | 4. José Antonio Jiménez Bonilla (+ 1805) |  |  |  |  |  |  |  |  |  |  |  |  |  |  |  |
|  |                                          |  |  |  |  |  |  |  |  |  |  |  |  |  |  |  |
|  |                                          |  |  |  |  |  |  |  |  |  |  |  |  |  |  |  |
|  | 18. Juan de Bonilla                      |  |  |  |  |  |  |  |  |  |  |  |  |  |  |  |
|  |                                          |  |  |  |  |  |  |  |  |  |  |  |  |  |  |  |
|  |                                          |  |  |  |  |  |  |  |  |  |  |  |  |  |  |  |
|  | 9.Josefa de Bonilla                      |  |  |  |  |  |  |  |  |  |  |  |  |  |  |  |
|  |                                          |  |  |  |  |  |  |  |  |  |  |  |  |  |  |  |
|  |                                          |  |  |  |  |  |  |  |  |  |  |  |  |  |  |  |
|  | 19. Francisca de Astúa                   |  |  |  |  |  |  |  |  |  |  |  |  |  |  |  |
|  |                                          |  |  |  |  |  |  |  |  |  |  |  |  |  |  |  |
|  |                                          |  |  |  |  |  |  |  |  |  |  |  |  |  |  |  |
|  | 2. Ramón Jiménez Rodríguez (o Robledo)   |  |  |  |  |  |  |  |  |  |  |  |  |  |  |  |
|  |                                          |  |  |  |  |  |  |  |  |  |  |  |  |  |  |  |
|  |                                          |  |  |  |  |  |  |  |  |  |  |  |  |  |  |  |
|  | 20. Juan Rodríguez                       |  |  |  |  |  |  |  |  |  |  |  |  |  |  |  |
|  |                                          |  |  |  |  |  |  |  |  |  |  |  |  |  |  |  |
|  |                                          |  |  |  |  |  |  |  |  |  |  |  |  |  |  |  |
|  | 10.Juan Rodríguez Robledo (1701)         |  |  |  |  |  |  |  |  |  |  |  |  |  |  |  |
|  |                                          |  |  |  |  |  |  |  |  |  |  |  |  |  |  |  |
|  |                                          |  |  |  |  |  |  |  |  |  |  |  |  |  |  |  |
|  | 21. Agustina Sáquenlo de Robledo         |  |  |  |  |  |  |  |  |  |  |  |  |  |  |  |
|  |                                          |  |  |  |  |  |  |  |  |  |  |  |  |  |  |  |
|  |                                          |  |  |  |  |  |  |  |  |  |  |  |  |  |  |  |
|  | 5. Petronila Rodríguez de Arlegui (1740) |  |  |  |  |  |  |  |  |  |  |  |  |  |  |  |
|  |                                          |  |  |  |  |  |  |  |  |  |  |  |  |  |  |  |
|  |                                          |  |  |  |  |  |  |  |  |  |  |  |  |  |  |  |
|  | 22. Manuel Antonio de Arlegui            |  |  |  |  |  |  |  |  |  |  |  |  |  |  |  |
|  |                                          |  |  |  |  |  |  |  |  |  |  |  |  |  |  |  |
|  |                                          |  |  |  |  |  |  |  |  |  |  |  |  |  |  |  |
|  | 11.Gabriela Josefa de Arlegui            |  |  |  |  |  |  |  |  |  |  |  |  |  |  |  |
|  |                                          |  |  |  |  |  |  |  |  |  |  |  |  |  |  |  |
|  |                                          |  |  |  |  |  |  |  |  |  |  |  |  |  |  |  |
|  | 23. Francisca de Hoces Navarro           |  |  |  |  |  |  |  |  |  |  |  |  |  |  |  |
|  |                                          |  |  |  |  |  |  |  |  |  |  |  |  |  |  |  |
|  |                                          |  |  |  |  |  |  |  |  |  |  |  |  |  |  |  |
|  | 1. Jesús Jiménez Zamora                  |  |  |  |  |  |  |  |  |  |  |  |  |  |  |  |
|  |                                          |  |  |  |  |  |  |  |  |  |  |  |  |  |  |  |
|  |                                          |  |  |  |  |  |  |  |  |  |  |  |  |  |  |  |
|  | 24. Antonio Aurelio Zamora               |  |  |  |  |  |  |  |  |  |  |  |  |  |  |  |
|  |                                          |  |  |  |  |  |  |  |  |  |  |  |  |  |  |  |
|  |                                          |  |  |  |  |  |  |  |  |  |  |  |  |  |  |  |
|  | 12.Francisco Zamora (+1773)              |  |  |  |  |  |  |  |  |  |  |  |  |  |  |  |
|  |                                          |  |  |  |  |  |  |  |  |  |  |  |  |  |  |  |
|  |                                          |  |  |  |  |  |  |  |  |  |  |  |  |  |  |  |
|  | 25. Francisca de Saborido                |  |  |  |  |  |  |  |  |  |  |  |  |  |  |  |
|  |                                          |  |  |  |  |  |  |  |  |  |  |  |  |  |  |  |
|  |                                          |  |  |  |  |  |  |  |  |  |  |  |  |  |  |  |
|  | 6. José Romualdo Zamora Flores (+ 1790)  |  |  |  |  |  |  |  |  |  |  |  |  |  |  |  |
|  |                                          |  |  |  |  |  |  |  |  |  |  |  |  |  |  |  |
|  |                                          |  |  |  |  |  |  |  |  |  |  |  |  |  |  |  |
|  | 26. Francisco Flores                     |  |  |  |  |  |  |  |  |  |  |  |  |  |  |  |
|  |                                          |  |  |  |  |  |  |  |  |  |  |  |  |  |  |  |
|  |                                          |  |  |  |  |  |  |  |  |  |  |  |  |  |  |  |
|  | 13.Manuela Flores (+1764)                |  |  |  |  |  |  |  |  |  |  |  |  |  |  |  |
|  |                                          |  |  |  |  |  |  |  |  |  |  |  |  |  |  |  |
|  |                                          |  |  |  |  |  |  |  |  |  |  |  |  |  |  |  |
|  | 27. Rosa Escalante Paniagua              |  |  |  |  |  |  |  |  |  |  |  |  |  |  |  |
|  |                                          |  |  |  |  |  |  |  |  |  |  |  |  |  |  |  |
|  |                                          |  |  |  |  |  |  |  |  |  |  |  |  |  |  |  |
|  | 3. Joaquina Zamora Coronado (1787)       |  |  |  |  |  |  |  |  |  |  |  |  |  |  |  |
|  |                                          |  |  |  |  |  |  |  |  |  |  |  |  |  |  |  |
|  |                                          |  |  |  |  |  |  |  |  |  |  |  |  |  |  |  |
|  | 28. N.                                   |  |  |  |  |  |  |  |  |  |  |  |  |  |  |  |
|  |                                          |  |  |  |  |  |  |  |  |  |  |  |  |  |  |  |
|  |                                          |  |  |  |  |  |  |  |  |  |  |  |  |  |  |  |
|  | 14. mari de concha (+1776)               |  |  |  |  |  |  |  |  |  |  |  |  |  |  |  |
|  |                                          |  |  |  |  |  |  |  |  |  |  |  |  |  |  |  |
|  |                                          |  |  |  |  |  |  |  |  |  |  |  |  |  |  |  |
|  | 29. Ne.                                  |  |  |  |  |  |  |  |  |  |  |  |  |  |  |  |
|  |                                          |  |  |  |  |  |  |  |  |  |  |  |  |  |  |  |
|  |                                          |  |  |  |  |  |  |  |  |  |  |  |  |  |  |  |
|  | 7. Juana Rita Coronado (1758-1806)       |  |  |  |  |  |  |  |  |  |  |  |  |  |  |  |
|  |                                          |  |  |  |  |  |  |  |  |  |  |  |  |  |  |  |
|  |                                          |  |  |  |  |  |  |  |  |  |  |  |  |  |  |  |
|  | 30. José Antonio Soto                    |  |  |  |  |  |  |  |  |  |  |  |  |  |  |  |
|  |                                          |  |  |  |  |  |  |  |  |  |  |  |  |  |  |  |
|  |                                          |  |  |  |  |  |  |  |  |  |  |  |  |  |  |  |
|  | 15. María José de Soto                   |  |  |  |  |  |  |  |  |  |  |  |  |  |  |  |
|  |                                          |  |  |  |  |  |  |  |  |  |  |  |  |  |  |  |
|  |                                          |  |  |  |  |  |  |  |  |  |  |  |  |  |  |  |
|  | 31. Josefa Cabezas                       |  |  |  |  |  |  |  |  |  |  |  |  |  |  |  |
|  |                                          |  |  |  |  |  |  |  |  |  |  |  |  |  |  |  |
|  |                                          |  |  |  |  |  |  |  |  |  |  |  |  |  |  |  |